# Хоуле
Haole (гав. hā'ole — «белый») — термин, используемый в штате Гавайи (США) в отношении людей, которые не являются потомками коренных гавайцев или других национальностей, которые были привлечены к работе на плантациях (в основном: японцы, китайцы, пуэрториканцы и филиппинцы).

## Термин
До прибытия капитана Джеймса Кука в 1778 году, в гавайском языке этот термин использовался по отношению к вождям, имевшим более светлую кожу, так как они не работали на солнце. В настоящее время употребляется по отношению к людям иностранного происхождения.
В словаре Гавайского языка 1865 года (составитель Lorrin Andrews), описано произношение слова, как «ха-о-Ле», что означает «без дыхания» — иностранцы не имеющие никакого духа, буквально «не использующие Полинезийское приветствие (прикосновение носом к носу для дыхания общим воздухом)».

## История
В начале 1820-х годов на Гавайях появились дети из семей с другой культурой — потомки мигрантов и миссионеров. Гавайцы стали их называть «хоуле», первое упоминание в газете миссионеров 1834 года.
Первые три поколения иммигрантов играли важную роль в экономике Гавайского королевства, поэтому к ним относились уважительно. Затем «хоуле» превратился в презрительный термин, особенно после того, как миссионеры ввели строгие правила, запрещающие гавайцам игры, национальные песни и музыку.
В 1860-х годах появился расовый контекст этого слова, которое заменило старое обозначение европейцев — «малихини» (гав. malihini — «новичок»), о чём писал Марк Твен.
В 1906 году слово вошло в гавайско-английский разговорник.

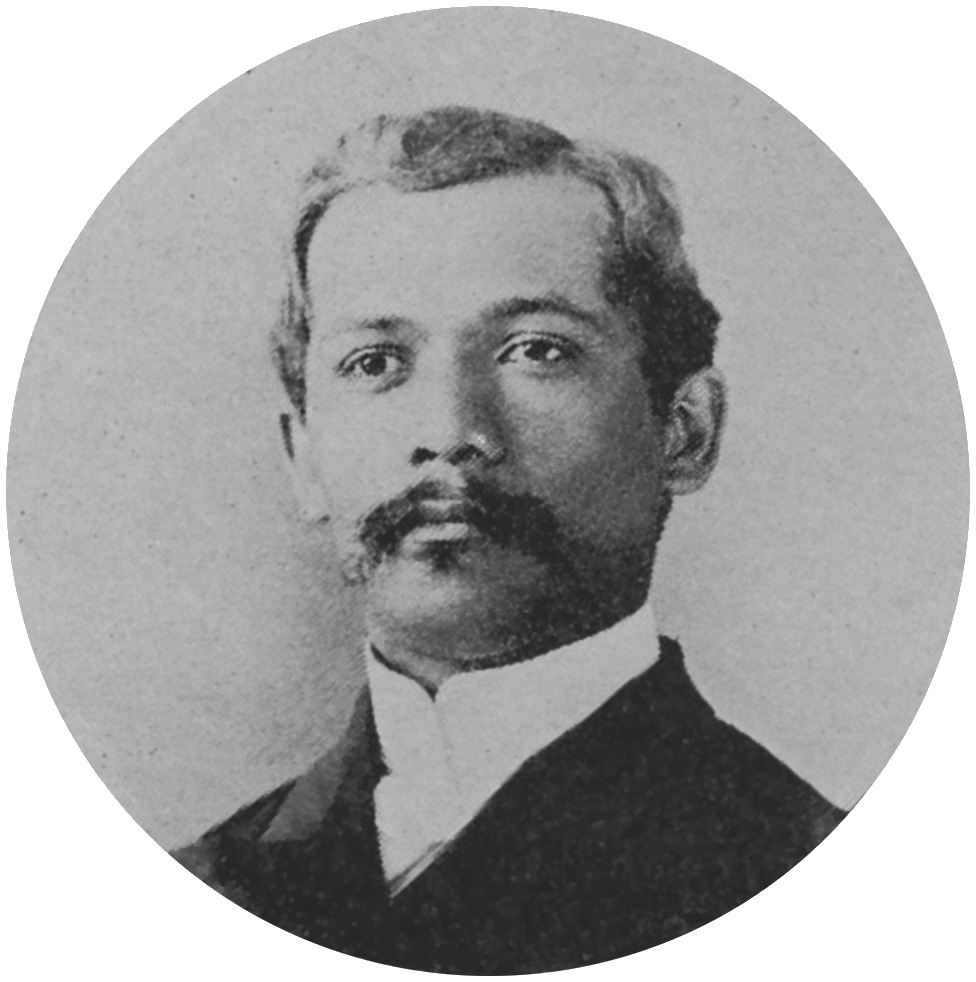
Профессор Фред Бекли

Учившийся в Англии St. Chad Piianaia, объяснял слово «Хоуле», в значении «вор» или «грабитель» (от Хао, вор, и Ле, лень). В 1944 году Гавайский учёный Шарль Кене также определял вторичное устаревшее значение слова чужеземец, как «вор которому не стоит доверять». Гавайский профессор Фред Бекли опроверг этот перевод.

## Современная дискриминация
Часто на Гавайях последний день в школе называется гав. Kill Haole Day — «День битья белых (чужих)». В этот день «местные» (не-белые) дети запугивают и притесняют других детей в своей школе.
В 2010 году гавайские школы отреагировали на это, взяв на себя инициативу по улучшению толерантности и безопасности для всех учеников.
Слово «Хоуле» употребляется как оскорбление в случае притеснений и физического насилия на белых людей, туристов, а также военнослужащих.

## Список литературы
1. ↑  Haole // Hawaiian Dictionaries, 2010
2. ↑  Kenn, Charles W. (Август 1944). What is a Haole?. Paradise of the Pacific. p. 16.
3. ↑  KE KUMU HAWAII 12 Nowemapa (1834) an article printed in a missionary newspaper describing a recital by haole children in November 1834, with Hawaiian royalty, the American Consulate, ship captains, other notable persons of Oahu, and many missionaries in attendance.
4. ↑  Home Rule Republika, 6 Nowemapa 1901 p. 4 Архивная копия от 10 февраля 2015 на Wayback Machine.
5. ↑  Malihini // Hawaiian Dictionaries, 2010
6. ↑  Mark Twain; Mark Twain. Letters from Hawaii (неопр.) / A. Grove Day. — 1966. — С. 202—203. — ISBN 978-0-8248-0288-2.
7. ↑  John Harris Soper; John Harris Soper. Hawaiian Phrase Book: No Huaolelo a Me Na Olelo Kikeki Na Ka Olelo Beritania a Me Ka Olelo Hawaii (неопр.). — The Hawaiian news company, 1906. — С. 64.
8. ↑  Hawaiʻi: Center of the Pacific (неопр.). — 2008.
9. ↑  Cataluna, Lee. 'Kill Haole Day' myth diverts attention from real problems (16 ноября 2010). Дата обращения: 20 марта 2017. Архивировано 20 марта 2017 года.
10. ↑  Keller, Larry. Hawaii Suffering From Racial Prejudice. Southern Poverty Law Center (30 августа 2009). Дата обращения: 30 марта 2018. Архивировано 29 апреля 2018 года.